# Punxsutawney

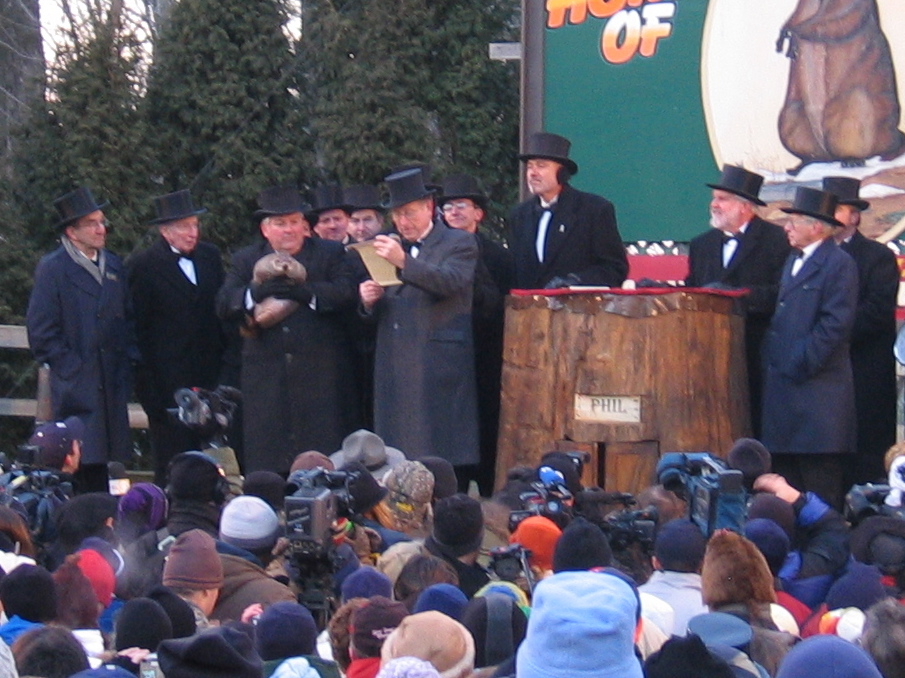
Dzień Świstaka w Punxsutawney (2005)

Punxsutawney – miasto w hrabstwie Jefferson w stanie Pensylwania, 129 km na północny wschód od Pittsburgha. W 1907 roku miasteczka Punxsutawney i Claysville zostały połączone i  nazwane Greater Punxsutawney. W pobliżu miasta wydobywany jest wysokiej jakości węgiel kamienny. W przeszłości w mieście istniały huty szkła, odlewnie, walcownie, jak również młyny zbożowe i tkalnie. W roku 1900 zamieszkiwało tu 6746 osób; w 1910 9058; w 1920 10 311; a w 1940 9482. Według spisu powszechnego w roku 2000 Punxsutawney miało 6271 mieszkańców.
Najbardziej znanym mieszkańcem Punxsutawney jest Punxsutawney Phil, świstak mający jakoby zdolność przewidywania pogody, podczas dorocznie obchodzonego Dnia Świstaka w dniu 2 lutego. Phil i miasto byli bohaterami komedii romantycznej z roku 1993, zatytułowanej Dzień świstaka (aczkolwiek film niemal w całości był kręcony w miejscowości Woodstock w stanie Illinois).
Punxsutawney jest położone około 160 km na południe od Erie.

## Dane demograficzne
Zgodnie z danymi US Census Bureau z roku 2000 miasto zamieszkiwało 6271 osób w 2748 gospodarstwach domowych i 1602 rodzinach. Gęstość zaludnienia wynosiła 708 osób na km². W mieście znajdowało się 3042 budynków mieszkalnych przy zagęszczeniu 343,4 jednostek na km². 98,79% mieszkańców było rasy białej, 0,22% Afroamerykanów, 0,16% amerykańskich Indian, 0,27% Azjatów i 0,02% innych ras, przy czym 0,54% przyznawało się do przynależności do 2 lub więcej ras. Ludności pochodzenia latynoskiego było 0,75% ogółu populacji.
Średni dochód roczny gospodarstwa domowego wynosił 26 250 USD rocznie, a w przeliczeniu na rodzinę 33 054. Średni dochód mężczyzn wynosił 28 958, a kobiet 19 076 USD. 13,3% rodzin i 16,9% ogółu populacji żyło poniżej progu ubóstwa, w tym 20,6% osób w wieku poniżej 18 i 12,8% powyżej 65 roku życia.

## Władze
Punxsutawney jest zarządzane przez siedmioosobową Radę Miejską; każdy z członków jest wybierany na 4-letnią kadencję. W chwili obecnej (2008) członkami Rady są: przewodnicząca Susan Glessner, wiceprzewodnicząca Donna Lellock, Lawrence Chenoga, Michael Porada, Robert Reesman, William Spencer i Roger Steele. 

Burmistrz (obecnie James Wehrle), jest również wybierany na 4-letnią kadencję i poza innymi obowiązkami jest przełożonym miejskiej policji.
Punxsutawney jest najgęściej zaludnioną miejscowością w hrabstwie Jefferson.

## Punxsutawney w kulturze
Film Dzień świstaka związany jest z Punxsutawney, aczkolwiek kręcony był w Woodstock, Illinois. W filmie występują w rolach głównych Bill Murray i Andie MacDowell.